# Юридические услуги для пожилых ЛГБТ
Юридические услуги для пожилых ЛГБТ, SAGE (англ. Services & Advocacy for LGBT Elders) — старейшая и крупнейшая некоммерческая организация в США, занимающаяся улучшением жизни пожилых лесбиянок, геев, бисексуалов и трансгендеров (ЛГБТ). Целями организации заявлены решение проблем старения лесбиянок, геев, бисексуалов и трансгендеров. В сотрудничестве со своими избирателями и союзниками SAGE работает над достижением высокого качества жизни для пожилых ЛГБТ, защищает их права, способствует более глубокому пониманию проблемы старения во всех ЛГБТ-сообществах и формированию позитивного образа жизни ЛГБТ в зрелые годы. SAGE освобождена от федерального налога и занимается адвокацией на местном и федеральном уровнях, а также деятельностью с группами и программами, которые побуждают пожилых ЛГБТ оставаться на связи друг с другом и сообществом.

## Руководство
Возглавляет SAGE исполнительный директор. В настоящее время им является Майкл Адамс, бывший директор по образованию и связям с общественностью в правозащитной организации «Лямбда Легаг». Работа SAGE поддерживается советом директоров по всей территории США. В настоящее время сопредседателями совета являются Элизабет Ф. Шварц и Дуглас Э. Харрис. Офис организации находится в здании 305 на Седьмой авеню 10001 в Нью-Йорке.

## История
SAGE (Услуги и адвокация для пожилых ЛГБТ) была зарегистрирована в 1978 году ЛГБТ-активистами и пожилыми юристами, занимавшимися проблемами ЛГБТ в Нью-Йорке. В настоящее время организация имеет филиалы по всей территории США. SAGE работала и работает с пожилыми ЛГБТ и поставщиками услуг пожилым для решения и преодоления проблем дискриминации в среде обслуживания пожилых людей.
Одной из первых в стране организация начала реализацию программы «Дружественное посещение» для слабых и привязанных к пожилым людям ЛГБТ-пожилых граждан. SAGE были первыми, кто стал оказывать юридическую помощь ЛГБТ-пожилым людям с ВИЧ-позитивным статусом, первыми реализовали национальную программу, посвященную услугам по уходу за пожилыми ЛГБТ, первыми в стране открыли центр поддержки ЛГБТ-пожилых граждан и провели первые национальные конференции, посвященные проблемам старения ЛГБТ.
В 2010 году SAGE получил трёхлетний грант в размере 900 000 долларов США от Министерства здравоохранения и социальных служб и Управления по проблемам старения для создания единственного в стране национального ресурсного центра по проблемам старения ЛГБТ. Известная правозащитница Эди Виндзор была активным сторонником SAGE и бывшим членом совета директоров организации.

## Программы
Программа «Центры SAGE» (англ. SAGE Centers) осуществляется при финансовой поддержке городского совета Нью-Йорка и Департамента по проблемам старения (SEFT). В январе 2012 года SAGE открыла первый в стране муниципальный центр для ЛГБТ-пожилых. Увеличение финансирования в 2014 году позволило открыть новые центры в Бруклине и Бронксе, а также улучшить обслуживание в Гарлеме. Программой предусмотрен штатный сотрудник SAGE, который занимается программированием для пожилых в Центре достоинства Стейтен-Айленда.
Программа «Клинические и социальные услуги SAGE для ЛГБТ-пожилых» (англ. Older Adults SAGE's Clinical & Social Services) предлагает индивидуальные и групповые консультации по вопросам здоровья и социального обеспечения, ведёт дискуссионные группы, образовательные программы и социальные мероприятия для более чем 2000 пожилых жителей Нью-Йорка.
Программа «Сиделка SAGE» предоставляет широкий спектр услуг для лиц, осуществляющих уход за пожилыми, и получателей помощи. Реализация программы SAGECAP («SAGE уход и забота») была главной темой рекламной кампании в Нью-Йорке в 2010 году, которая получила премию ГЛААД Медиа в области рекламы за «Выдающуюся кампанию социального маркетинга».
Программа «SAGE Гарлем» (англ. SAGE Harlem) рассчитана на пенсионеров и предоставляет ЛГБТ-пожилым в Гарлеме и их родственникам возможности для отдыха, общения, а также социальные услуги и поддержку в сфере образования. Программа является частью Департамента по проблемам старения и нацелена на повышение уровня жизни пожилых жителей Нью-Йорка.
Программа «Адвокация и политика» (англ. Advocacy & Policy) направлена на поддержку дружественной политики государства в отношении ЛГБТ-пожилых. SAGE лоббирует интересы пожилых через свой офис в Вашингтоне и национальных партнеров, благодаря которым прошло повторное утверждение Закона о пожилых американцах и медицинской помощи в 2011 году.
Программа «SAGE история» (англ. SAGE story), начатая в 2014 году, является национальной цифровой программой по сохранению истории жизней ЛГБТ. Она была создана и для сбора информации о дискриминации в отношении ЛГБТ-пожилых. Сначала инициатива была ограничена территориями в Северной Каролине и Пенсильвании, но вскоре стала общенациональной. «SAGE история» опирается на уникальный жизненный опыт пожилых ЛГБТ, чтобы предложить новые взгляды на старение, длительный уход и права ЛГБТ. Это стало возможным благодаря поддержке Фонда Американской ассоциации пенсионеров и Фонда Форда. Программа предлагает ЛГБТ-пожилым четыре способа поделиться своим опытом: с помощью фотографий, подкастов, видео и письменных статей.
SAGE также участвует в издании публикаций с целью привлечения внимания средств массовой информации к проблемам ЛГБТ-пожилых. В частности, организацией были изданы книги «Улучшение жизни пожилых ЛГБТ» (англ. Improving the Lives of LGBT Older Adults), «Пенсионный возраст 2010: вопросы государственной политики, затрагивающие лесбиянок, геев, бисексуалов и транссексуалов» (англ. Outing Age 2010: Public Policy Issues Affecting Lesbian, Gay, Bisexual and Transgender (LGBT) Elders), «Выход и очевидность: опыт и деятельность пожилых ЛГБТ в возрасте 45—75 лет» (англ. Out & Visible: The Experiences and Attitudes of LGBT Older Adults, Ages 45—75).